# M. Shadows
Matthew Charles Sanders (Fountain Valley, 31 de julho de 1981), mais conhecido por seu nome artístico M. Shadows, é o vocalista da banda de rock Avenged Sevenfold.

## Infância e família
Nascido em Fountain Valley cidade próxima a Huntington Beach, filho de Gary e Kim Sanders, foi expulso da escola muitas vezes por violência, não se sabe em qual série ele parou de estudar. Ele diz que seu pai é seu melhor amigo, e que ele realmente o admira.
Casou-se com a atriz Valary Dibenedetto com quem está junto desde a época do colégio. Em 2012 tiveram seu primeiro filho, River Sanders. Em 2014 tiveram seu segundo filho, Cash Sanders.

## Início
M. Shadows costumava tocar piano antes de começar a cantar em sua primeira banda, "Successful Failure". Enquanto crescia, escutou muito punk rock, como H2O e Misfits. 
Nos anos seguintes, M. Shadows formou o Avenged Sevenfold com o guitarrista Zacky Vengeance. Zacky anteriormente era membro de um grupo punk denominado MPA (Mad Porn Action). Ainda na banda Successful Failure, M. Shadows escreveu a música "Streets", que mais tarde seria gravada com o Avenged Sevenfold e divulgada no álbum de estreia da banda, Sounding the Seventh Trumpet.

### Avenged Sevenfold
M. Shadows declarou que ele tem um forte apoio das tropas que servem os Estados Unidos, depois que seus amigos estavam em serviço no Iraque. A canção "M.I.A." ("Missing In Action") teria sido escrita em homenagem a esses amigos. Shadows fez aparições em vários álbuns de outros artistas, incluindo o primeiro álbum solo do famoso guitarrista Slash, lançado em 2010.

### Estilo vocal
No álbum de estreia da banda, Sounding the Seventh Trumpet, M. Shadows tinha uma influência pesada de metalcore, consistia principalmente de gritos vocais. Este estilo foi diminuído gradualmente em álbuns posteriores com um vocal mais ténue. Após o lançamento de City of Evil um boato tinha se desenvolvido afirmando que a razão pela qual M. Shadows decaiu a gritar foi devido a ter rasgado uma corda vocal na parte traseira de sua garganta. No entanto, Shadows admitiu ter feito uma cirurgia na garganta para melhorar o alcance vocal, mas isso não foi motivo para a mudança. Em uma entrevista no All Excess, afirma o gerente Larry Jacobson, Shadows tinha decidido que dois anos antes da tomada de City of Evil que este seria um álbum sem gritos. No passado Shadows cantava em todas as partes das canções durante performances ao vivo, apoiando a teoria de que ele não era mais capaz de gritar. Talvez farto com todas aquelas acusações, Shadows retomou a gritar novamente durante shows, isso pode ser visto no DVD da banda ao vivo "Live in the LBC & Diamonds in the Rough. Em quase todos as músicas do DVD. Alguns de suas maiores influências musicais são Metallica, Iron Maiden, Helloween, Pantera, Megadeth , Queen, Guns N'Roses e Van Halen. 